# Herman Cohen Jehoram
Herman Cohen Jehoram (Delft, 1933) is een Nederlandse rechtsgeleerde. Hij was hoogleraar recht van de intellectuele eigendom, media- en informatierecht aan de Universiteit van Amsterdam.

## Levensloop
Cohen Jehoram studeerde aanvankelijk van 1952 tot 1954 klassieke letteren aan de Universiteit Utrecht. In 1959 deed hij zijn doctoraalexamen in het Nederlands recht aan de Rijksuniversiteit Leiden en promoveerde daar in 1963 bij Huib Drion een proefschrift over het goodwillrecht; hij voert de doctorstitel niet.
In 1966 werd hij hoogleraar aan de faculteit van de rechtsgeleerdheid aan de Universiteit van Amsterdam. In 1969 volgde hij Ernst Denny Hirsch Ballin op als hoogleraar auteursrecht, een functie met een specialisatie die hij in wisselende leeropdrachten tot 1998 zou vervullen toen hij met emeritaat ging.

## Privé
Prof. mr. H. Cohen Jehoram is een zoon van Martin Cohen (†1962) en Lisbeth Caspari (1902-1992). Uit een huwelijk heeft hij drie kinderen, onder wie de eveneens deskundige op het gebied van intellectuele eigendom, prof. mr. dr. Tobias Cohen Jehoram (1967).

## Leeropdrachten
- Inleiding tot de rechtswetenschap (1966-1969)
- Auteurs- en uitgeversrecht en recht van de industriële eigendom, nationaal, internationaal en rechtsvergelijkend (1969-1980)
- Auteurs- en mediarecht en recht van de industriële eigendom, nationaal, supra- en internationaal en rechtsvergelijkend (1980-1986)
- Recht van de intellectuele eigendom, media- en informatierecht (1986-1998)

## Publicaties (selectie)
- Goodwillrecht, 1963 (proefschrift)
- Kernpunten van intellectuele eigendom en mediarecht ((en)  Central issues of intellectual property and media law), 1984 ISBN 90-271-2133-8
- Kernpunten van het auteursrecht, 1993 ISBN 90-6916-139-7
- Parallelimport, recht en beleid, 1998 ISBN 90-268-3368-7